# Geflippte SU(5)
Geflippte SU(5) ist in der theoretischen Physik eine Große vereinheitlichte Theorie, welche die namensgebende spezielle unitäre Gruppe {\displaystyle \operatorname {SU} (5)}, nämlich genau die Eichgruppe des Georgi-Glashow-Modells, durch eine Vertwistung mit der ersten unitären Gruppe {\displaystyle \operatorname {U} (1)} erweitert, vergleiche etwa mit der Definition der Spinᶜ-Gruppe. Im Gegensatz zum Georgi-Glashow-Modell kann die geflippte SU(5) jedoch nicht in SO(10) eingebettet werden. Untersucht wurde die geflippte SU(5) unter anderem von Stephen Barr im Jahr 1982 und Dimitri Nanopoulos im Jahr 1984. Ignatios Antoniadis, John Ellis, John Hagelin und Dimitri Nanopoulos leiteten zudem die supersymmetrische SU(5) von der Superstringtheorie ab.

## Eichgruppe
In der geflippten SU(5) ist die Eichgruppe gegeben durch die {\displaystyle 25}-dimensionale Lie-Gruppe {\displaystyle (\operatorname {SU} (5)\times \operatorname {U} (1)_{\chi })/\mathbb {Z} _{5}}, siehe spezielle unitäre und unitäre Gruppe. Dabei wirkt jede zyklische Gruppe {\displaystyle \mathbb {Z} _{n}} auf {\displaystyle \operatorname {U} (1)} durch {\displaystyle n}-te Einheitswurzeln, konkret durch {\displaystyle \mathbb {Z} _{n}\times \operatorname {U} (1)\rightarrow \operatorname {U} (1),([k],e^{i\varphi })\mapsto \zeta _{n}^{k}e^{i\varphi }}. Zudem wirkt {\displaystyle \mathbb {Z} _{5}} auf {\displaystyle \operatorname {SU} (5)} durch fünfte Einheitswurzeln durch {\displaystyle \mathbb {Z} _{5}\times \operatorname {SU} (5)\rightarrow \operatorname {SU} (5),([k],U)\mapsto \operatorname {diag} \zeta _{5}^{k}U}. Auf dem Produkt ist die Wirkung dann durch über die Diagonale gegeben. Es gibt einen Symmetriebruch:
{\displaystyle (\operatorname {SU} (5)\times \operatorname {U} (1)_{\chi })/\mathbb {Z} _{5}\rightarrow (\operatorname {SU} (3)_{\mathrm {C} }\times \operatorname {SU} (2)_{\mathrm {L} }\times \operatorname {U} (1)_{\mathrm {Y} })/\mathbb {Z} _{6}}
in die {\displaystyle 12}-dimensionale Eichgruppe des Standardmodells. Dabei steht C für die Farbladung (englisch color), L für „links“ und Y für die Hyperladung. (Für die Erklärung von {\displaystyle \mathbb {Z} _{6}} siehe Georgi-Glashow-Modell.) Nun ist die zweite Homotopiegruppe der Faktorgruppe trivial:
{\displaystyle \pi _{2}{\frac {(\operatorname {SU} (5)\times \operatorname {U} (1)_{\chi })/\mathbb {Z} _{5}}{(\operatorname {SU} (3)\times \operatorname {SU} (2)\times \operatorname {U} (1)_{\mathrm {Y} })/\mathbb {Z} _{6}}}\cong 1,}
weshalb keine ’t Hooft-Polyakov-Monopole vorhergesagt werden. Es gibt zudem einen Symmetriebruch:
{\displaystyle (\operatorname {SO} (10)_{\mathrm {F} }\times \operatorname {U} (1)_{\mathrm {B} })/\mathbb {Z} _{4}\rightarrow (\operatorname {SU} (5)\times \operatorname {U} (1)_{\chi })/\mathbb {Z} _{5}}
aus der Eichgruppe der geflippten SO(10).